# Klewań (gmina)
Klewań – dawna gmina wiejska istniejąca do 1939 roku w woj. wołyńskim (obecnie na Ukrainie). Siedzibą gminy był Klewań (Клевань).
W okresie międzywojennym gmina Klewań należała do powiatu rówieńskiego w woj. wołyńskim. 12 grudnia 1933 roku do gminy Klewań przyłączono część obszaru gminy Dziatkiewicze, natomiast część obszaru gminy Klewań włączono do gminy Aleksandrja.
Według stanu z 4 stycznia 1936 roku gmina składała się z 30 gromad. Po wojnie obszar gminy Klewań wszedł w struktury administracyjne Związku Radzieckiego.
Gromady gminy Klewań:  Adamków, Bielów, Bronniki, Derewiane, Dzików, Grabów, Hołyszów, Juiydyka-Nowostaw, Klewań (miasteczko), Klewań (osada), Klewań (wieś, nadleśnictwo, smolarnia, dworzec), Konstantynów, Maczułki, Nowosiółki, Nowostaw-Dalny, Nowożuków, Oleszwa,  Orżew, Orżew (osada fabryczna, kolonia), Pokosy, Radochówka, Rogaczów, Rokitnianka, Ruda-Krasna, Smorżew, Starożuków, Suchowce, Szwoleżerów, Zastawie, Żukowszczyzna.